# Doris Lessing
Doris Lessing (rođena kao Doris May Tayler; Kermanšah, Iran, 22. listopada 1919. – London, 17. studenog 2013.), engleska književnica.
Dobitnica Nobelove nagrade za književnost 2007. U dobi od 87 godina, ona je najstarija dobitnica te nagrade za književnost.

## Životopis
Roditelji su joj bili Emily Maude Tayler (rođena McVeagh) i satnik Alfred Tayler.  Njezin otac, koji je ostao bez noge za vrijeme službe tijekom Prvog svjetskog rata, upoznao je buduću suprugu, tada medicinsku sestru u bolnici Royal Free gdje se oporavljao od amputacije.
Alfred Tayler preselio je obitelj u iranski grad Kermanšah gdje je dobio posao kao činovnik u Imperijalnoj banci Perzije i tamo se Lessing rodila 1919. godine. Obitelj se godine 1925. preselila u britansku koloniju Južna Rodezija (današnji Zimbabve) radi uzgoja kukuruza. Imanje nije obitelji donijelo željeno bogatstvo.
Lessing je obrazovana u katoličkom samostanu, a zatim je poslana u žensku školu u Salisburyju (današnji Harare). S 13 godina je napustila školu i obrazovala se sama. Dom je napustila s 15 godina i radila je kao njegovateljica. Tijekom 1937. preselila se u Salisbury da bi radila kao operaterka na centrali, a uskoro se i udala za Franka Wisdoma s kojim je imala dvoje djece. Razveli su se 1943. godine.
Nakon razvoda s Wisdomom, Lessing je u ljevičarskom književnom klubu upoznala, Gottfrieda Lessinga. S njim je imala dijete, a rastali su se 1949. Gottfried Lessing poslije će postati istočnonjemački veleposlanik u Ugandi, ali je nehotice ubijen tijekom ustanka 1979. protiv Idi Amina. Lessing se 1949. preselila u London s najmlađim sinom i napisala prvi roman, Trava pjeva. Uspjeh je doživjela 1962. s djelom Zlatna bilježnica.

## Nagrade
- Somerset Maugham Award (1954)
- Prix Médicis étranger (1976)
- Österreichischer Staatspreis für Europäische Literatur (1981)
- Shakespeare-Preis der Alfred Toepfer Stiftung F. V. S., Hamburg (1982)
- W. H. Smith Literary Award (1986)
- nagrada grada Palerma (1987)
- Premio Internazionale Mondello (1987)
- Premio Grinzane Cavour (1989)
- James Tait Black Memorial Book Prize (1995)
- Los Angeles Times Book Prize (1995)
- Premio Internacional Catalunya (1999)
- David Cohen British Literary Prize (2001)
- Companion of Honour from the Royal Society of Literature (2001)
- Premio Principe de Asturias (2001)
- S.T. Dupont Golden PEN Award (2002)
- Nobelova nagrada za književnost (2007)

## Djela
Na hrvatskom:
- Ljeto prije sutona; prevela Andrina Pavlinić, "August Cesarec", 1979.
- Zlatna bilježnica; preveo Mate Maras, Grafički zavod Hrvatske, 1983
- Kako sam preživjela, preveo Mate Maras, Globus 1985,
- I ponovno, ljubav; s engleskoga prevela Marina Horkić; VBZ 1999.

Original:
- Trava pjeva (1950)
- This Was the Old Chief's Country (collection) (1951)
- Pet (kratke priče) (1953)
- serijal Djeca nasilja(1952-1969):
  - Martha Quest (1952)
  - Five (short stories) (1953)
  - A Proper Marriage (1954)
  - A Ripple from the Storm (1958)
  - Landlocked (1965)
  - The Four-Gated City (1969)
- Going Home (memoir) (1957)
- Navika voljenja (collection) (1957)
  - Vino (kratka priča) (1957)
- U potrazi za englesim (nonfiction) (1960)
- Zlatna bilježnica (1962)
- Play with a Tiger (play) (1962)
- Muškarac i dvije žene (collection) (1963)
- Afričke priče (zbirka) (1964)

|
- Cat Tales:
  - Particularly Cats (stories & nonfiction) (1967)
  - Particularly Cats and Rufus the Survivor (1993)
  - The Old Age of El Magnifico (stories & nonfiction) (2000)
- Briefing for a Descent into Hell (1971)
- The Temptation of Jack Orkney and other Stories (collection) (1972)
- The Summer Before the Dark (1973)
- A Small Personal Voice (Essays) (1974)
- Memoirs of a Survivor (1974)
- The Canopus in Argos: Archives Series (1979-1983):
  - Shikasta (1979)
  - The Marriages Between Zones Three, Four and Five (1980)
  - The Sirian Experiments (1980)
  - The Making of the Representative for Planet 8 (1982)
  - The Sentimental Agents in the Volyen Empire (1983)
- Stories (collection) (1978)

|
- Under the pseudonym Jane Somers:
  - The Diary of a Good Neighbour (1983)
  - If the Old Could... (1984)
- The Good Terrorist (1985)
- Prisons We Choose to Live Inside (essays, 1987)
- The Wind Blows Away Our Words (1987)
- The Fifth Child (1988)
- African Laughter: Four Visits to Zimbabwe (memoir) (1992)
- Conversations (interviews, edited by Earl G. Ingersoll) (1994)
- Lessing's autobiography:
  - Under My Skin: Volume One of My Autobiography, to 1949 (1994)
  - Walking in the Shade: Volume Two of My Autobiography 1949 to 1962 (1997)
- Spies I Have Known (collection) (1995)
- Love, Again (1996)
- The Pit (collection) (1996)
- Mara and Dann (1999)
- Ben, in the World (a sequel to The Fifth Child) ISBN 0-06-093465-4 (2000)
- The Sweetest Dream ISBN 0-06-093755-6 (2001)
- The Grandmothers : Four Short Novels ISBN 0-06-053010-3 (2003)
- The Story of General Dann and Mara's Daughter, Griot and the Snow Dog (a sequel to Mara and Dann) (2005)
- The Cleft (2007)

## Vanjske poveznice
- Doris Lessing homepage created by Jan Hanford
- Doris Lessing on MySpace
- Doris Lessing na Curlie
- Audio Interviews with Doris Lessing by Don Swaim of CBS Radio - RealAudio